# Moss Hart
Moss Hart (Nova Iorque, 24 de outubro de 1904 — Palm Springs, 20 de dezembro de 1961) foi um diretor de teatro e dramaturgo norte-americano.

## Carreira
Depois de trabalhar vários anos como diretor de grupos teatrais amadores e diretor de entretenimento em resorts de verão, ele marcou seu primeiro sucesso na Broadway com Once in a Lifetime (1930), uma farsa sobre a chegada da era do som em Hollywood. A peça foi escrita em colaboração com o veterano da Broadway George S. Kaufman, que escrevia regularmente com outros, notadamente Marc Connelly e Edna Ferber. (Kaufman também atuou no elenco original da Broadway no papel de um dramaturgo frustrado contratado por Hollywood) e produzido por Sam Harris. A agente de Hart nessa época era Frieda Fishbein, que entrou com uma ação contra Hart, alegando que ela tinha direito a uma porcentagem dos royalties das peças produzidas por Harris. O assunto foi resolvido fora do tribunal por um valor não revelado.
Durante a década seguinte, Kaufman e Hart se uniram em uma série de sucessos, incluindo You Can't Take It with You (1936) e The Man Who Came to Dinner (1939). Embora Kaufman tenha tido sucessos com outros, Hart é geralmente considerado seu colaborador mais importante.
You Can't Take It With You, a história de uma família excêntrica e como eles vivem durante a Depressão, ganhou o Prêmio Pulitzer de drama de 1937. É a peça mais revivida de Hart. Quando o diretor Frank Capra e o roteirista Robert Riskin o adaptaram para a tela em 1938, o filme ganhou o Oscar de Melhor Filme e Capra ganhou o de Melhor Diretor.
The Man Who Came to Dinner é sobre o cáustico Sheridan Whiteside que, depois de se machucar escorregando no gelo, deve ficar na casa de uma família do meio-oeste. O personagem foi baseado no amigo de Kaufman e Hart, o crítico Alexander Woollcott. Outros personagens da peça são baseados em Noël Coward, Harpo Marx e Gertrude Lawrence.
Ao longo da década de 1930, Hart trabalhou com e sem Kaufman em vários musicais e revistas, incluindo Face the Music (1932); As Thousands Cheer (1933), com canções de Irving Berlin; Jubileu (musical) (1935), com canções de Cole Porter; e Eu prefiro estar certo (1937), com canções de Richard Rodgers e Lorenz Hart. (Lorenz Hart e Moss Hart não eram parentes.) Depois de George Washington dormiu aqui (1940), Kaufman e Hart desistiram. Hart continuou a escrever peças depois de se separar de Kaufman, como Christopher Blake (1946) e Light Up the Sky (1948), bem como o livro para o musical Lady In The Dark (1941), com canções de Kurt Weill e Ira Gershwin. No entanto, ele se tornou mais conhecido durante este período como diretor. Entre os sucessos da Broadway que ele encenou estavam Junior Miss (1941), Dear Ruth (1944) e Anniversary Waltz (1954). De longe, seu maior sucesso foi o musical My Fair Lady (1956), adaptado de Pigmalião de George Bernard Shaw, com livro e letra de Alan Jay Lerner e música de Frederick Loewe. O show durou mais de seis anos e ganhou um Tony Award de Melhor Musical. Hart recebeu o Tony de Melhor Diretor.
Em 1950, Hart foi apresentador do game show Answer Yes or No na televisão NBC.
Hart também escreveu alguns roteiros, incluindo Gentleman's Agreement (1947) (pelo qual recebeu uma indicação ao Oscar), Hans Christian Andersen (1952) e Nasce Uma Estrela (1954). Seu livro de memórias Act One: An Autobiography (1950) foi adaptado para o cinema em 1963, com George Hamilton interpretando Hart.
O último show que Hart dirigiu foi o musical de Lerner e Loewe Camelot (1960). Durante um teste conturbado fora da cidade, Hart teve um ataque cardíaco. O show estreou antes que ele se recuperasse totalmente, mas ele e Lerner o reformularam após a abertura. Isso, junto com uma enorme pré-venda e uma performance do elenco no The Ed Sullivan Show, ajudou a garantir que a produção cara fosse um sucesso.

## Trabalho
Peças
- 1930 Once In A Lifetime (Kaufman e Hart)
- 1934 Merrily We Roll Along (Kaufman e Hart)
- 1936 You Can't Take It with You (Kaufman e Hart; Pulitzer Prize)
- 1937 I'd Rather Be Right (Kaufman e Hart)
- 1938 The Fabulous Invalid (Kaufman e Hart)
- 1939 The American Way (Kaufman e Hart)
- 1939 The Man Who Came to Dinner (Kaufman e Hart)
- 1940 George Washington Slept Here (Kaufman e Hart)
- 1941 Lady in the Dark, com Kurt Weill e Ira Gershwin
- 1943 Winged Victory
- 1948 Light Up the Sky

Roteiros
- 1944 Winged Victory
- 1947 Gentleman's Agreement
- 1952 Hans Christian Andersen
- 1954 A Star Is Born

Autobiografia
- 1959 (1989) Act One: An Autobiography. New York: St. Martin's Press. 1989 [1959]. ISBN 0-312-03272-2